# (Where's)THE SILENT MAJORITY?
「(Where's)THE SILENT MAJORITY?」（ウェアーズ ザ サイレント マジョリティー）は、高橋優の楽曲で、メジャー8枚目（通算9枚目）のシングル。 2013年4月10日、ワーナーミュージックジャパンから発売された。

## 概要
前作「陽はまた昇る」から約8か月ぶりにリリースされた、2013年第1弾シングル。
2013年2月10日の渋谷eggmanにおけるライブで2ヶ月連続でのシングルのリリースが発表され、そのうち、1枚目のシングルとして本シングルがリリースされた（本シングルに続く2枚目のシングルは「同じ空の下」）。また、本シングル収録の楽曲タイトルも、本ライブにおいて発表されている。

## 収録曲
- 全曲、作詞・作曲：高橋優

1. (Where's)THE SILENT MAJORITY?
  - テレビ東京系ドラマ24『みんな!エスパーだよ!』オープニングテーマ[2]。
  - BRAHMANがアレンジと演奏に参加している。風とロック、JAPAN JAMなどのフェスにおける共演が本作へのBRAHMAN参加のきっかけになっている[3][4]。また、本曲の歌詞について、高橋は「自分の沈黙をなくしたい、遠慮して言わずにいたことを、ちゃんと言いたかったんです。」とナタリーによるインタビューで述べている[3]。
2. オナニー
3. 野に咲く花になるまで

## 収録アルバム
- BREAK MY SILENCE(#1)
- 高橋優 BEST 2009-2015 『笑う約束』(#1)